# Corrado Truffelli
Corrado Truffelli (Tornolo, 25 novembre 1935) è un politico, economista e storico italiano.

## Biografia
Laureato in Economia e Commercio all'Università di Parma, è stato ricercatore e docente di Geografia economica ed Economia dei trasporti presso lo stesso Ateneo. Ha pubblicato diversi studi sull'Appennino parmense, con particolare attenzione al tema dell'emigrazione, ed è autore di ricerche sulla storia locale dell'Alta Valle del Taro. È Presidente dell'"Associazione Centro Studi Cardinale Agostino Casaroli", con sede presso il seminario vescovile di Bedonia.

## Attività politica
Di area cattolico-democratica, vicino all'Azione Cattolica, dal 1975 al 1995 è stato consigliere regionale dell'Emilia-Romagna per la DC, di cui è stato anche capogruppo. Ha inoltre ricoperto il ruolo di vicepresidente del Consiglio Regionale, ed è stato presidente della Commissione Consiliare per le Attività Produttive. In seguito allo dissoluzione della Democrazia Cristiana, ha aderito al Partito Popolare Italiano. Dal 1995 al 1999 è stato presidente della Provincia di Parma.

## Vita privata
Nel gennaio 2008, durante una vacanza-studio in Egitto organizzata dall'Associazione nazionale degli insegnanti di Geografia, il pullman su cui viaggia insieme alla comitiva di connazionali rimane coinvolto in un tragico incidente stradale a causa del quale perdono la vita due turiste italiane, tra cui la moglie, Matilde Azzi. La coppia ha avuto cinque figli, tra i quali Matteo (1970), professore universitario, nominato il 21 maggio 2014 presidente nazionale dell'Azione Cattolica.

## Opere e contributi
- C. Truffelli (a cura di), Alta Val Taro: labili tracce di un passato da salvare, in Aurea Parma - rivista di storia, letteratura, arte, vol. 84, Parma, 2000, pp. 48–58;
- C. Truffelli (a cura di), Appunti bio-bibliografici per Ubertino Landi, in Archivio storico per le province parmensi, vol. 54, Parma, 2002, pp. 297–348;
- C. Truffelli e M. Minella, Un Cardinale tra gli abeti: i soggiorni estivi di Agostino Casaroli a Santa Maria del Taro, Stamperia, Parma, 2012, 127 p.;
- C. Truffelli, Emilia-Romagna, Società geografica italiana, Roma, 1999, 258 p;
- C. Truffelli e G. Mortali, Per procacciarsi il vitto: l'emigrazione dalle valli del Taro e del Ceno dall'Ancien Régime al Regno d'Italia, Diabasis, Reggio Emilia, 2005, 543 p.;
- C. Truffelli, Per una metodologia di delimitazione territoriale delle nuove province, Step, Parma, 1978, 60 p.;
- C. Truffelli (a cura di), Prime proposte per un progetto di rivalorizzazione territoriale delle Alte Valli del Taro e del Ceno (Comuni di Bedonia e Tornolo), in Archivio storico per le province parmensi, vol. 55, Parma, 2003, pp. 285–327;
- C. Truffelli e C. Barberis, Rapporto sull'Appennino parmense, Diabasis, Reggio Emilia, 2002, 97 p.